# Cung Diên Thọ
Cung Diên Thọ (tiếng Hán: 延壽宮) là một hệ thống kiến trúc cung điện trong Hoàng thành Huế, nơi ở của các Hoàng thái hậu hoặc Thái hoàng thái hậu triều Nguyễn. Nằm ở phía tây Tử Cấm Thành, phía bắc điện Phụng Tiên và phía nam cung Trường Sanh, cung Diên Thọ được coi là hệ thống kiến trúc cung điện quy mô nhất còn lại tại Cố đô Huế.
Trải qua nhiều lần tu sửa, khuôn viên cung Diên Thọ ngày nay rộng khoảng 17500m² với các công trình còn tồn tại như Diên Thọ chính điện, điện Thọ Ninh, lầu Tịnh Minh, tạ Trường Du, các Khương Ninh. Các công trình này được nối kết với nhau bằng hệ thống hành lang có mái che.
Được xây dựng vào tháng 4 năm 1804 để làm nơi sinh sống của bà Hiếu Khang hoàng hậu, mẹ vua Gia Long, cung Diên Thọ (khi đó mang tên là cung Trường Thọ) tiếp tục được các đời vua sau như Minh Mạng, Tự Đức, Thành Thái, Khải Định cho đại tu, sửa chữa và đổi tên nhiều lần để trở thành nơi ở của nhiều vị Hoàng thái hậu triều Nguyễn. Sau khi nhà Nguyễn sụp đổ vào năm 1945, dù nhiều công trình trong Đại Nội bị tàn phá nặng nề hoặc biến mất nhưng toàn bộ khuôn viên cung Diên Thọ hầu như vẫn còn nguyên vẹn.
Năm 1993, cung Diên Thọ nằm trong danh mục 16 di tích thuộc quần thể di tích Cố đô Huế được công nhận là di sản văn hóa thế giới.Tên cung Diên Thọ được đặt từ thời vua Khải Định.

## Lịch sử cung Diên Thọ

### Cung điện của Hoàng thái hậu triều Nguyễn (1804 - 1945)

#### Cung Trường Thọ
Năm 1788, bà Nguyễn Thị Hoàn, mẹ vua Gia Long, chuyển từ đảo Phú Quốc về sống tại thành Bát Quái, sau khi con trai bà đánh chiếm lại Sài Gòn nhằm tập hợp và phát triển lực lượng chống Tây Sơn. Hậu Điện, một tòa nhà phía bắc Hoàng cung của Nguyễn chúa Phúc Ánh trong kinh thành Gia Định, dựng vào mùa xuân năm 1790  là chỗ ở của bà.
Năm 1802, vua Gia Long sáng lập nhà Nguyễn, lấy đô thành Phú Xuân của Đàng Trong thời các chúa Nguyễn làm thủ đô của nước Việt Nam thống nhất dưới triều Nguyễn. Gia đình hoàng tộc nhanh chóng chuyển về sống tại Hoàng thành Phú Xuân và cho khởi tạo một loạt công trình kiến trúc để làm nơi ở, nhằm tỏ rõ uy quyền và đặc quyền của hoàng gia. Trong bối cảnh ấy, tháng 4 năm 1804, vua Gia Long hạ lệnh xây dựng cung Trường Thọ, thay thế cho Hậu Điện để trở thành cung điện cho vị Vương thái hậu (đến năm 1806 là Hoàng thái hậu) đầu tiên của triều Nguyễn. Sau 7 tháng thi công, cuối mùa đông năm ấy, công trình hoàn thành. Ngày 20 tháng 11 năm 1804, nhà vua thân hành đưa bà chính thức vào ở cung Trường Thọ. Năm 1811, bà mất, được truy phong làm Hưng Tổ Hiếu Khang Hoàng hậu. Sau sự ra đi này, cung Trường Thọ bị triệt giải, gỗ dùng để xây dựng điện Thanh Hòa, là nơi ở của vua Minh Mạng khi ông được phong làm Hoàng Thái tử năm 1816.

#### Cung Từ Thọ
Năm 1820, vua Minh Mạng lên nối ngôi sau cái chết của vua cha. Ông là người đã cho quy hoạch lại và kiến thiết, xây dựng mới rất nhiều công trình cung điện trong Đại Nội, tạo nên căn bản bộ mặt Đại Nội còn tồn tại đến ngày nay. Sau khi Minh Mạng lên ngôi, thân mẫu của vua là bà Thuận Thiên Cao Hoàng hậu được tôn phong làm Hoàng Thái hậu. Đồng thời, trên khuôn viên cung Trường Thọ cũ, vua cho đại tu xây dựng cung điện mới, đặt tên là cung Từ Thọ để làm chỗ ở cho bà. Khi ấy, ở Huế đang có dịch bệnh rất lớn, nhà vua nói với người quản giám công việc là Trần Văn Năng rằng "Nay bệnh dịch lưu hành, đáng để cho quân dân nghỉ ngơi, đình bãi các công tác. Duy dựng cung Từ Thọ là việc không thể hoãn được. Ngươi nên hiểu dụ cho quân nhân biết ý bất đắc dĩ của trẫm". Khởi công ngày 24 tháng 8, khánh thành vào mùa đông cùng năm, cung Từ Thọ được thiết kế với Diên Thọ chính điện làm trung tâm, quay mặt về phía đông; khu vực Trường Du tạ thời đó là một hoa viên duyên dáng phục vụ cho việc tiêu dao giải trí của chủ nhân di tích. Ngoài ra, ở khu vực sân trước của Diên Thọ chính điện hiện thời, đời Minh Mạng tồn tại một công trình lớn mà nền móng di tích này chỉ được phát lộ nhờ cuộc khai quật cung Diên Thọ vào năm 1999.

#### Cung Gia Thọ

Bà Hoàng thái hậu Từ Dụ, mẹ vua Tự Đức

Năm 1846, bà Thuận Thiên Hoàng hậu qua đời, ít lâu sau, cung Từ Thọ được chuyển giao cho vị chủ nhân mới, bà Từ Dụ Hoàng Thái hậu, mẹ vị tân Hoàng đế Tự Đức vừa kế vị vào năm 1847. Ngày 4 tháng 9 năm 1848, Hoàng đế hạ lệnh triệt giải kết cấu cung Từ Thọ để xây cung điện mới với kết cấu hoàn toàn khác. Lời dụ nói rằng:
"Từ trước đế vương hiếu thờ cha mẹ, trong có phòng nghỉ, ngoài có cung triều, lễ rất tôn nghiêm, phép rất lớn lao. Trẫm lấy thân nhỏ mọn, được nối nghiệp lớn, thực là nghĩ đức tính hiếu từ, phép dạy phải nghĩa của Thánh mẫu nên đến được như thế. Cung đình Trường Lạc, phụng thừa vui vẻ muôn năm; khánh điển nhà vua, sự thể rất là long trọng. Hôm trước cử viên Thái sử lệnh hỏi xin đến tháng giêng sang năm được ngày tốt nên sửa chữa lại Tây cung, đã từng ra lệnh cho người giữ việc kê tính công trình, để trù nghĩ trước cho được chỉnh đốn thư thả. Nay phái Phụ chính đại thần, Hiệp biện đại học sĩ lĩnh Lễ bộ Thượng thư, bị cách chức, lưu lại làm việc là Lâm Duy Nghĩa sung chức Đổng lý đại thần; thự Chưởng vệ quyền chưởng Hùng Nhuệ dinh ấn triện là Trần Kim sung chức phó Đổng lý để chuyên trách, phàm tất cả các việc sửa chữa chuẩn cho hội đồng xét kĩ trù tính, cần được một loạt hoàn hảo vững bền, mười phần chu đáo ổn thỏa cho vừa lòng trẫm. Về các đường vũ cũ nên dỡ xuống, cần dùng lính thợ bao nhiêu ? Chuẩn cho các viên Đổng lý ấy lựa tính, phải bắt cho đủ giúp việc dỡ xuống, đợi đến mùa xuân sang năm sắp đến kì khởi công sẽ phái 6 viên quản vệ, 40 viên suất đội, 2000 tên biền binh và các hạng thợ, chia nhau làm việc để cho công việc được chóng thành".
Ngày 20 tháng 2 năm 1849, công trình xây dựng cung Gia Thọ được khởi công, tháng 4 năm ấy thì hoàn thành. Vua Tự Đức ban dụ rằng "Lần này dựng Tây cung để làm chỗ phụng thừa vui vẻ muôn năm, cung lan điện quế, phúc lộc bồi thêm; cửa ngọc thềm dao, nền nhân dựng mãi. Mong khi làm mới, hợp tình muôn người như con lại làm việc cho cha; tới lúc khánh thành, gặp tháng rất vui về tuổi thọ của trẫm. Bờ cõi thái hòa, rõ bày muôn phúc; cung đình Trường Lạc, ghi tốt nghìn thu. Lòng trẫm vui vẻ xiết bao ! Nay kính dâng tên cung gọi là cung Gia Thọ, điện sau gọi là điện Thọ Ninh, nhà tạ bên tả điện gọi là tạ Trường Du, cửa chính trước cung gọi là cửa Thọ Chỉ, để tỏ ra điều hay hợp ứng, phúc thọ hậu thêm, Thánh mẫu ta mãi hưởng phúc tốt lành, chính mình ta được sự mừng vui." Sau đó, ngày 7 tháng 5 năm 1849, bà Từ Dụ chính thức đến ở đây.
Khuôn viên cung Gia Thọ bao quanh bằng tường gạch, phía nam là cửa Thọ Chỉ (đối diện với cửa bắc điện Phụng Tiên), phía bắc là cửa Diễn Trạch (đối diện với cửa nam cung Trường Ninh, phía đông là cửa Thiện Khánh (đối diện với cửa Gia Tường của Tử Cấm thành), phía tây là cửa Địch Tường (đối diện với đài Tây khuyết của Hoàng thành). Diên Thọ chính điện vẫn là trung tâm của khuôn viên cung điện, nhưng quay mặt về hướng nam thay vì hướng đông. Hiên đông của điện, hơi lùi về phía bắc là nhà tạ Trường Du. Một hành lang vòng từ tạ Trường Du nối ra cửa Thiện Khánh qua cửa Gia Tường vắt ra sau điện Càn Thành. Trước hiên tây của điện đắp một quả núi, mang dáng dấp hoa viên. Phía nam Chính điện là Tiền điện. Nền điện cao 8 tấc 1 phân (≈32,4 cm), xây theo kiểu nhà vuông, trên mái lợp ngói phẳng, sàn lắt gạch sắt, hai phía đông tây điện 3 bậc, bên đông điện có 2 hành lang dài nối với nhà chè (có lẽ là nhà Tả Trà), bên tây điện cũng có 1 hành lang dài nối với nhà chè. Phía bắc Chính điện là sân sau, hai bên đông tây sân đều có hành lang. Phía tây hành lang bên tây sân là am Phước Thọ hay còn gọi là gác Khương Ninh. Phía bắc sân là điện Thọ Ninh hướng về phía nam, hai bên đông tây điện là nhà bếp và nhà kho.

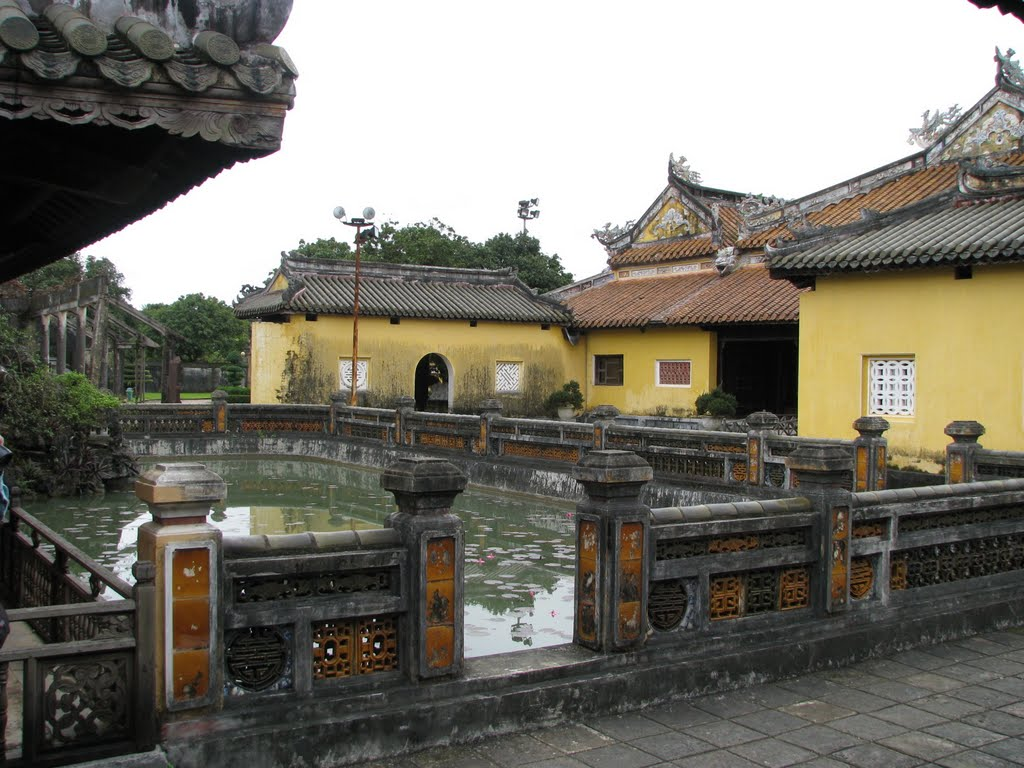
Một góc cung Diên Thọ nhìn từ tạ Trường Du

Cuộc xâm lăng Việt Nam của Pháp trong khoảng 26 năm (1858 - 1884) đã biến triều Nguyễn từ một triều đại quân chủ độc lập thành chính quyền bù nhìn, lệ thuộc vào "mẫu quốc". Tuy vậy, những biến cố chính trị lớn lao ấy không ảnh hưởng nhiều lắm đến cuộc sống của những người đàn bà Đại Nội. Hoàng thái hậu Tự Dụ (về sau được tôn phong làm Nghi Thiên Chương Hoàng hậu) đã sống tại cung Diên Thọ trong suốt 53 năm (1849 - 1902), điều này dẫn đến việc triều đình phải cải tạo cung Trường Ninh cạnh đó để làm chỗ ở cho con dâu bà là Lệ Thiên Anh Hoàng hậu (vợ vua Tự Đức), hoặc cháu dâu bà như bà Từ Minh (vợ vua Dục Đức).

#### Cung Ninh Thọ
Năm 1901, vua Thành Thái đổi tên cung Gia Thọ làm cung Ninh Thọ, sau khi bà Nghi Thiên mất, nơi này thành cung của mẹ ông, bà Hoàng Thái hậu Từ Minh. Bà mất năm 1906, an táng trong khuôn viên lăng Dục Đức. Tháng 9 năm sau, vua Thành Thái bị phế truất, con ông là vua Duy Tân được đưa lên kế vị. Cung Ninh Thọ có lẽ trở thành nơi ở của đích mẫu nhà vua là bà Nguyễn Gia Thị Anh, Hoàng Quý phi của vua cha Thành Thái. 

#### Cung Diên Thọ

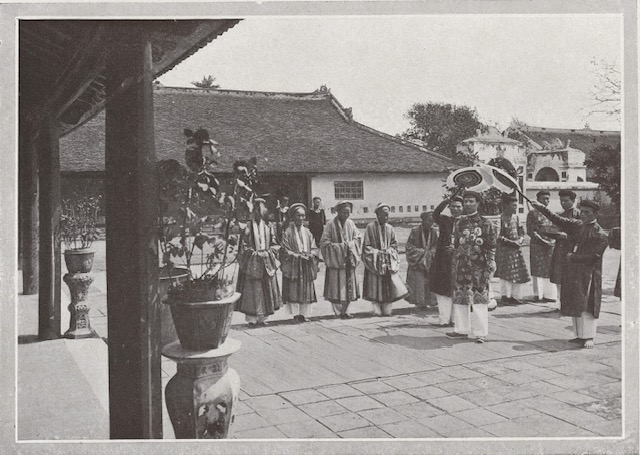
Hoàng đế Khải Định đến thỉnh an hoàng mẫu ở cung Diên Thọ

Năm 1916, vua Khải Định lên ngôi, cung Ninh Thọ lại đổi chủ, thuộc về bà Thánh Cung, con gái Nguyễn Hữu Độ, Hoàng Quý phi vua Đồng Khánh. Trong hai năm đầu đời Khải Định (1916 - 1917), cung Ninh Thọ được sửa chữa lớn và đổi tên thành cung Diên Thọ, trở thành tên chính thức của khu vực cung cho đến ngày nay. Hiện nay trong Diên Thọ chính điện còn tấm bảng vàng "Diên Thọ cung". Tuy nhiều lần sửa chữa, kiến trúc cung Diên Thọ về cơ bản vẫn giữ kết cấu xây dựng đời Tự Đức nhưng cũng có công trình bị phá đi hoặc xây mới. Chẳng hạn, năm 1927, lầu Tịnh Minh, tòa lầu hai tầng theo phong cách kiến trúc Pháp, được xây ở phía tây nam chính điện, đối xứng với nhà Tả Trà. Bà Thánh Cung (sau được tôn phong là Phụ Thiên Thuần hoàng hậu) mất năm 1935. Cung Diên Thọ thành chỗ ở của bà Tiên Cung (mẹ sinh vua Khải Định, sau được tôn phong là Hựu Thiên Thuần hoàng hậu) đến năm 1944 rồi bà Từ Cung (tức Đoan Huy hoàng thái hậu, thân mẫu vua Bảo Đại). Bà Từ Cung cũng là bà Hoàng Thái hậu cuối cùng của nhà Nguyễn được ở trong cung Diên Thọ. Như vậy, tổng cộng có 8 vị Hoàng Thái hậu, 4 vị Thái Hoàng Thái hậu nhà Nguyễn đã sống ở cung Diên Thọ.
Tháng 8 năm 1945, nhà Nguyễn chính thức cáo chung, báo hiệu một giai đoạn mới của cung Diên Thọ nói riêng và quần thể di tích Cố đô Huế nói chung.

### Cung điện quy mô nhất còn tồn tại ở Huế (1945-nay)
Sau khi vua Bảo Đại thoái vị, trở thành công dân của nước Việt Nam Dân chủ Cộng hòa, thân mẫu ông là bà Từ Cung không còn tư cách ở trong cung Diên Thọ, phải chuyển về sống tại cung An Định. Chiến tranh bùng nổ, Đại Nội không những là mục tiêu trong cuộc "tiêu thổ kháng chiến" của Việt Minh mà còn trở thành nơi giao tranh ác liệt trong chiến sự tháng 2 năm 1947. Ngày 8 tháng 3 năm 1949, hiệp ước Elysée được ký kết, Quốc gia Việt Nam trở thành quốc gia độc lập trong khối Liên hiệp Pháp, do Bảo Đại làm Quốc trưởng nhưng trong thời gian chờ đợi Tổng tuyển cử, ông tạm giữ danh hiệu Hoàng đế để có địa vị quốc tế hợp pháp. Do vậy, bà Từ Cung quay trở lại cung Diên Thọ. Năm 1950, Quốc trưởng Bảo Đại về Huế thăm bà, lầu Tịnh Minh được cải tạo mở rộng hơn để làm nơi sinh hoạt tạm thời cho ông. Năm 1955, Bảo Đại bị thất bại trong cuộc trưng cầu dân ý miền Nam Việt Nam, Ngô Đình Diệm trở thành Quốc trưởng, thành lập Đệ Nhất Cộng hòa Việt Nam. Một lần nữa, bà Từ Cung phải rời khỏi cung Diên Thọ và không bao giờ còn quay trở lại nơi này nữa.
Trong hai cuộc chiến tranh, chiến tranh Đông Dương (1946 - 1954) và chiến tranh Việt Nam (1954 - 1975), quần thể di tích Cố đô Huế đã phải chịu thiệt hại rất nặng nề, nhiều công trình biến thành phế tích. Mặc dù, khuôn viên cung Diên Thọ hầu như còn nguyên vẹn nhưng nhà Tả Trà cũng bị tàn phá trong sự kiện Tết Mậu Thân năm 1968. Cộng với tác động từ thời gian và thiên tai, các công trình của cung có nguy cơ xuống cấp.
Sau khi được công nhận là di sản văn hóa thế giới, dự án trùng tu khuôn viên cung Diên Thọ bắt đầu thực hiện vào năm 1997 và đến nay đã cơ bản hoàn tất. Năm 2005, lầu Tịnh Minh được trùng tu, làm Trung tâm lưu trữ và bảo tồn di tích của Huế. Năm 2011, điện Thọ Ninh được tu bổ theo mẫu kiến trúc của lần cải tạo năm 1930. Dự án phục dựng nhà Tả Trà cũng được triển khai.

## Vị trí và kiến trúc

### Vị trí
Cung Diên Thọ nằm tại phía tây của Tử Cấm thành, phía nam điện Phụng Tiên và phía bắc cung Trường Sanh. Theo quy chế đời Tự Đức, cung nằm ở nhai phường Tây nhất thuộc Hoàng thành, gần với cửa Chương Đức và đài Tây khuyết. Bình diện cung Diên Thọ là một hình chữ nhật, chiều dài 138,5m, chiều rộng 126,4m, chiếm khoảng 1/20 tổng diện tích Hoàng thành Huế.

### Kiến trúc
Trong khu vực cung Diên Thọ có khoảng 20 công trình kiến trúc lớn nhỏ, vừa phong phú về loại hình vừa đa dạng về phong cách kiến trúc. Hiện nay chỉ còn lại các công trình sau.

#### Diên Thọ chính điện
Công trình trung tâm của cung Diên Thọ là tòa Diên Thọ chính điện, xây bằng gạch và gỗ sơn đen. Chính điện xây hình chữ nhật, rộng 27,5m, dài 34,7m, diện tích gần 960m². Nền điện cao 1 thước 4 tấc (≈56 cm), thềm trước điện 3 bậc đá xanh, thềm sau điện hai bên 2 bậc đá xanh.

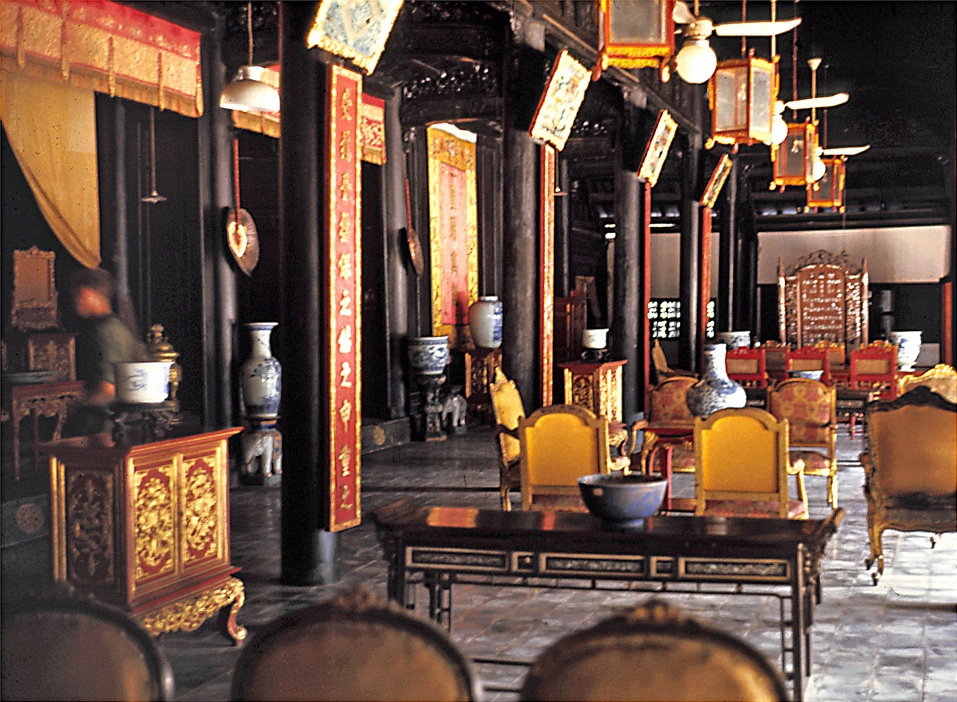
Cách bài trí nội thất bên trong Diên Thọ chính điện

Điện là tòa nhà kép kiểu "trùng thiềm điệp ốc" rất đồ sộ, tiền điện bảy gian hai chái (thời Tự Đức chỉ có ba gian hai chái) nối với chính điện năm gian hai chái kép bằng bộ vì "vỏ cua" chạm trổ tinh xảo và hai hiên trước sau. Hiên trước rộng 2m, hiên sau rộng 4,5m. Hệ thống vì kèo tiền doanh làm theo kiểu chồng rường giả thủ, chạm trổ tỉ mỉ, thanh nhã. Nóc nhà gắn quả bầu báu, đầu đao mái nhà trang trí chim phượng, lợp ngói lưu ly vàng (thời Tự Đức lợp ngói âm dương).
Điện gắn cửa kính, hai gian hai bên được ngăn riêng thành buồng kín làm nơi ăn ở của Hoàng thái hậu, ba gian giữa đặt bục gỗ, kê bàn ghế làm nơi Hoàng thái hậu tiếp khách. Nội thất điện còn khá nguyên vẹn và có giá trị, đặc biệt là bức hoành phi "Diên Thọ cung" từ năm 1916 và tám bức tranh gương (Thiên Mụ chung thanh, Thường Mậu quan canh, Cao các sinh lương, Thanh trì hương luyện, Hàn chung, Hiên sinh thi tứ và hai bức không rõ tên) vừa được treo ở đây.

#### Điện Thọ Ninh
Nằm ở phía bắc sân sau cung Diên Thọ, cách chính điện khoảng 20m. Diện tích điện Thọ Ninh chỉ bằng 1/2 diện tích chính điện, gồm ba gian hai chái, kiến trúc đơn giản nhưng rộng rãi, thoáng mát. Thời Tự Đức, điện có quy mô rộng lớn hơn, gồm bảy gian hai chái và hai hiên đông tây, nền điện cao 1 thước 4 tấc (≈56 cm), thềm phía trước phía sau đều 6 bậc, xây bằng đá xanh. Nóc điện gắn quả hồ lô báu, lợp ngói âm dương, sàn lát ván màu, cửa ra vào gắn kính. Sau lần cải tạo năm 1930, điện mới mang dáng dấp hiện nay. Điện Thọ Ninh bị hư hại khá nặng qua thời gian, dự án tu bổ điện bắt đầu triển khai vào năm 2011.

#### Trường Du tạ

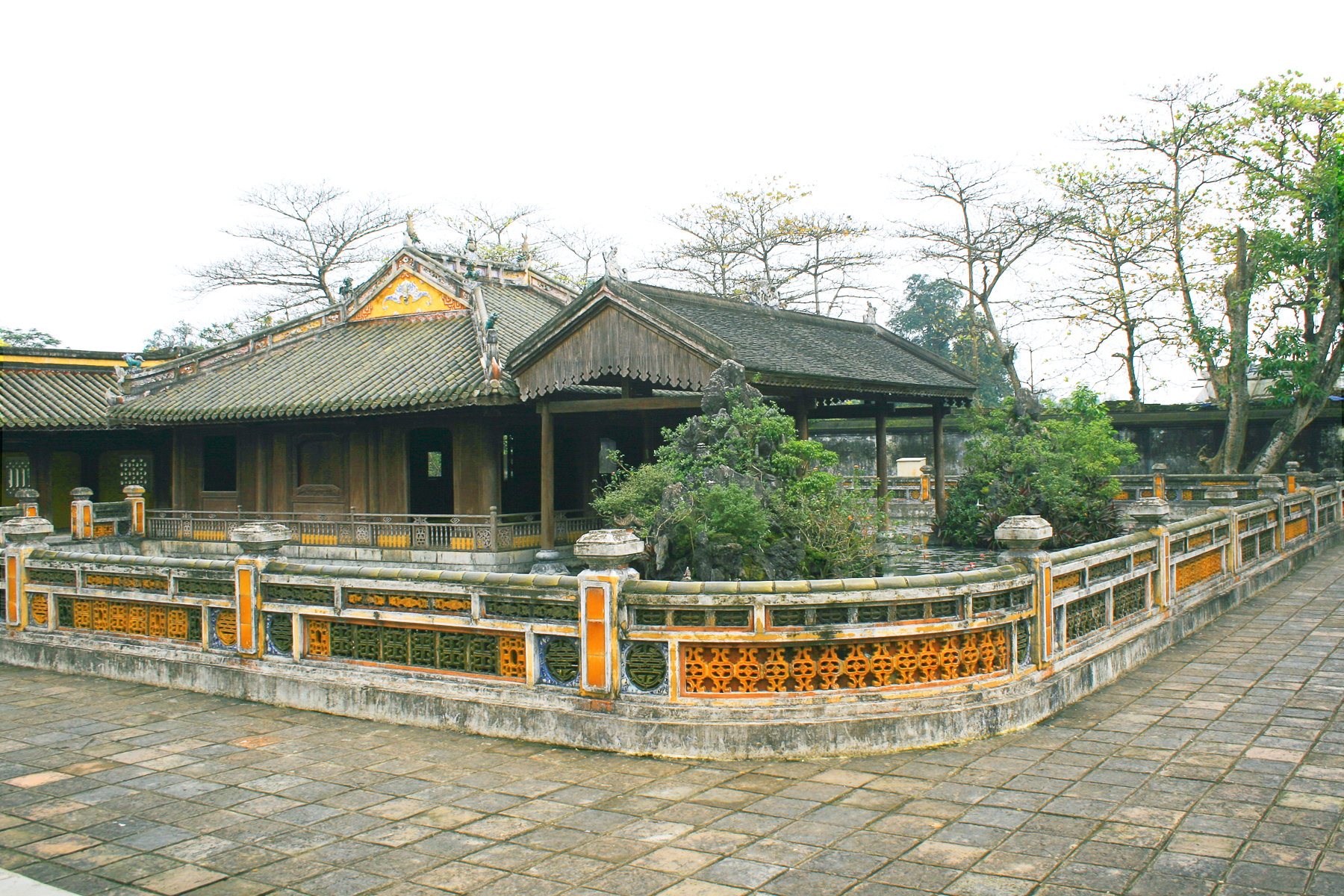
Trường Du Tạ trong cung Diên Thọ

Nằm ở phía đông chính điện cung Diên Thọ, được dựng vào năm 1849 trong lần đại tu cung Gia Thọ, chuẩn bị cho lễ Tứ tuần đại khánh tiết của bà Từ Dụ. Tạ dựng trên hồ nước hình chữ nhật, chiều dài 28m, chiều rộng 20m. Mặt bằng kiến trúc tòa tạ bằng nửa diện tích mặt hồ.Tạ Trường Du nằm sát bờ bắc của hồ quay mặt về hướng nam.
Kết cấu tạ Trường Du kiểu nhà rường truyền thống Huế với hình thức vuông (phương đình), một gian bốn chái, 16 cột trụ, mái lợp ngói lưu ly men xanh. Cả ba mặt đông, tây và nam của tạ Trường Du đều có hành lang bao bọc. Về sau hành lang này bị dỡ bỏ, phần phía nam thì cải tạo thành một ngôi nhà vỏ cua với tên gọi đình Lương Phong. Nền tạ lát gạch hoa, vách gắn kính sáng (trước năm 1850 vách tạ bằng gỗ), trổ cửa sổ xung quanh bốn mặt nên rất thông thoáng. Nội thất trang trí tinh xảo bằng các bức ván chạm lộng, chạm thủng tỉ mỉ. Trên nóc chấp bầu rượu bằng pháp lam. Quanh tạ xây lan can ôm kín lối đi hẹp. Trước mặt tạ ngang qua đình Lương Phong có chiếc cầu nhỏ nối với bờ nam của hồ. Hai bên hồ đắp hai hòn non bộ, trên đó xây năm cái am nhỏ và 2 chiếc cầu nhỏ nối hai hòn non bộ. Hai hòn non bộ này đã qua khá nhiều lần chỉnh sửa, lần gần nhất là đợt đại trùng tu cung Diên Thọ năm 1997.

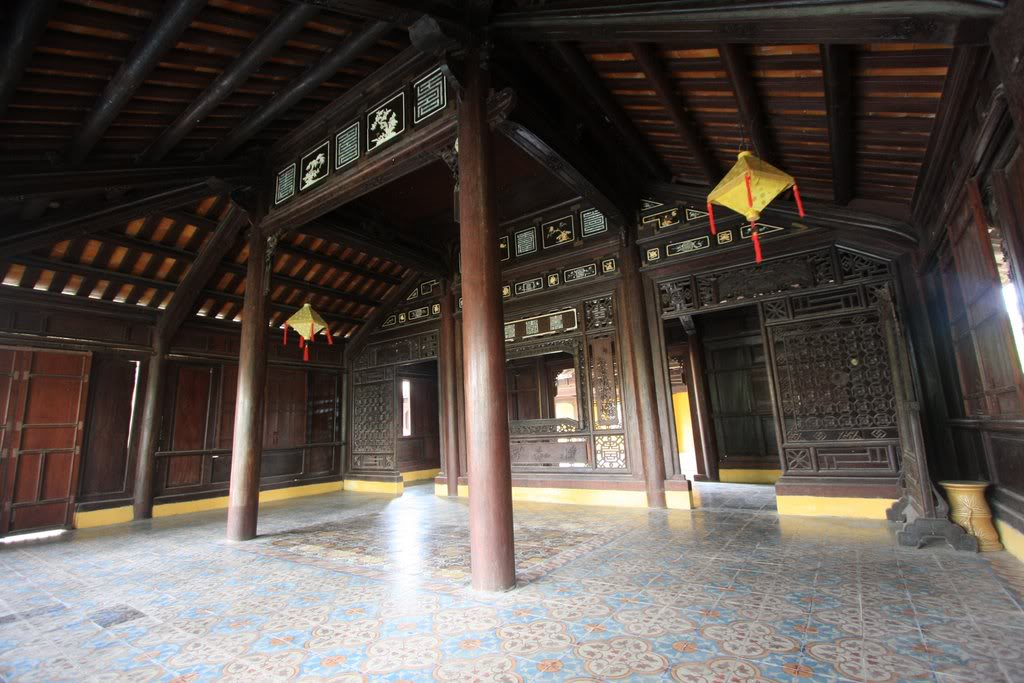
Kết cấu kiến trúc bên trong tạ Trường Du

Trường Du tạ được đánh giá là một công trình kiến trúc tương đối nhỏ và đơn giản, nhưng bù lại, do đặt trong một không gian hợp lý, lại tạo được vẻ đẹp rất hài hoà và giàu chất thơ, xứng đáng dành làm nơi thưởng tiết ưu du cho các bà Hoàng thái hậu tại cung Diên Thọ. Trường Du tạ cũng là một trong 4 ngôi nhà tạ duy nhất còn sót lại tại Cố đô Huế.

#### Khương Ninh các
Nằm ở phía tây bắc của hiên tây Diên Thọ chính điện, được xây dựng vào năm 1830 đời Minh Mạng. Đây là một công trình kiến trúc hai tầng bằng gỗ, nơi thờ cúng các vị Phật, Thánh Thần nhằm phục vụ nhu cầu tín ngưỡng của các bà Hoàng thái hậu.
Hầu như các bà Hoàng thái hậu triều Nguyễn là những người sùng đạo Phật, chẳng hạn như Hiếu Khang hoàng hậu, Thuận Thiên hoàng hậu, Nghi Thiên hoàng hậu, Phụ Thiên hoàng hậu, Đoan Huy hoàng thái hậu... đều thường xuyên đi chùa, thành tâm quy y và chăm lo Phật sự. Vậy nên, mặc dù dùng Nho giáo làm kế sách và khuôn phép để trị vì đất nước, nhưng các vua đầu triều Nguyễn cũng phần nào chịu ảnh từ sự sùng bái tín ngưỡng của các bà Thái hậu: điều này lý giải thái độ ứng xử của Gia Long, Minh Mạng, Thiệu Trị với Phật giáo. Ngoài ra, tuổi tác và sức khỏe là một khó khăn lớn trong việc lên quốc tự Thiên Mụ lễ Phật của các bà. Do đó, yêu cầu tạo lập một tự viện thờ Phật để phục vụ nhu cầu tín ngưỡng của hậu cung là chính đáng và cần thiết. Năm 1830, vua Minh Mạng hạ lệnh xây dựng Khương Ninh các - một ngôi chùa thờ Phật nằm ngay trong Hoàng thành.
Các Khương Ninh là một tòa lầu hai tầng bằng gỗ, kiến trúc cân đối và xinh xắn. Toàn bộ kiến trúc nằm trong một khuôn viên độc lập, được ngăn cách với bên ngoài bằng vòng tường khép kín. Tòa các quay mặt về phía tây. Tầng dưới cùng làm nơi ăn ở, sinh hoạt của các bà phi tần lớn tuổi đã quy y hoặc xuất gia tu Phật. Tầng trên chia làm hai phần.
- Phía trước được trần thiết lộng lẫy, có đầy đủ cờ phướn, khám thờ, tranh tượng, bài vị... với năm gian thờ. Gian giữa thờ ba pho tượng Phật Tam Thế: Phật A Di Đà, Phật Thích Ca và Phật Di Lặc cùng các vị Bồ tát: Dược Sư, Văn Thù, Phổ Hiền..., phía trên treo bức hoành phi "Khương Ninh các". Gian thứ nhất bên trái thờ Quan Công, có Quan Bình và Châu Xương hầu hai bên cùng với ngựa Xích Thố, cây thanh long đao. Gian thứ nhất bên phải thờ tượng Phật A Di Đà, tranh Bồ tát Quán Thế Âm, Đại Thế Chí. Các gian thứ hai bên phải và bên trái, mỗi gian thờ tượng và bài vị của 6 vị Hộ pháp trong 12 vị Dược Xoa Đại tướng[22].

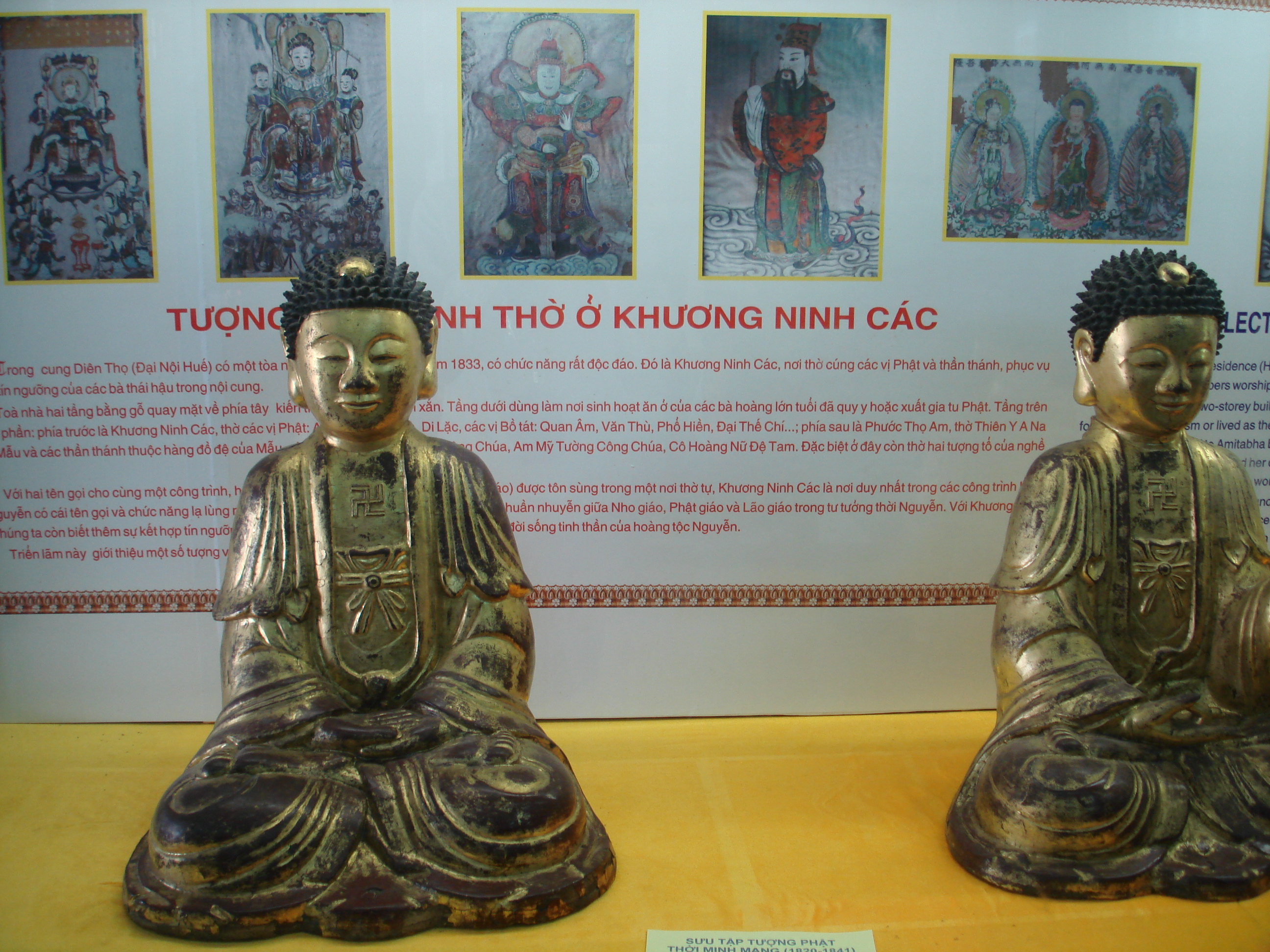
Hai trong số ba pho tượng Tam Thế Phật ở Khương Ninh các

- Phía sau cũng có 5 gian thờ, gian giữa thờ tranh và bài vị của Thành mẫu Thiên Y A Na, phía trên treo bức hoành phi "Phước Thọ am". Các gian bên thờ thành thần thuộc hàng đồ đệ của Thánh mẫu, bài vị của công chúa Diên Phúc, công chúa Mỹ Tường, Cô Hoàng nữ đệ tam, là chị và cô của vua Gia Long. Đặc biệt, ở đây còn thờ hai tượng tổ sư của nghề hát bội[22].

Sân trước Khương Ninh các lát gạch Bát Tràng, xây bể cạn, đắp non bộ và trồng cây cảnh. Sân sau có xây một am nhỏ, thờ vong linh các Bà và các Cậu là đệ tử của Thánh mẫu Thiên Y A Na.
Có thể thấy, chức năng của Khương Ninh các khá đặc biệt: vừa là nơi thờ cúng (tầng trên), vừa là nơi trú tất, sinh sống (tầng dưới); vừa là nơi thờ Phật (Phật giáo), vừa là nơi thờ Thánh (Thiên Tiên Thánh giáo), thờ cả vong linh người trong hoàng tộc triều Nguyễn hay tổ sư nghề hát bội. Việc tôn sùng không chỉ một tôn giáo, một hệ thống thần linh là đặc điểm của tín ngưỡng bấy giờ. vô hình trung, Khương Ninh các - Phước Thọ am trở thành nơi dung hòa, kết hợp giữa Phật giáo và Thiên Tiên Thánh giáo, hai tôn giáo có ảnh hưởng lớn đến đời sống tinh thần của hoàng gia triều Nguyễn và đại bộ phận người dân xứ Huế đương thời. Khương Ninh các là nơi duy nhất trong các công trình kiến trúc triều Nguyễn có hai tên gọi và chức năng lạ lùng như thế.

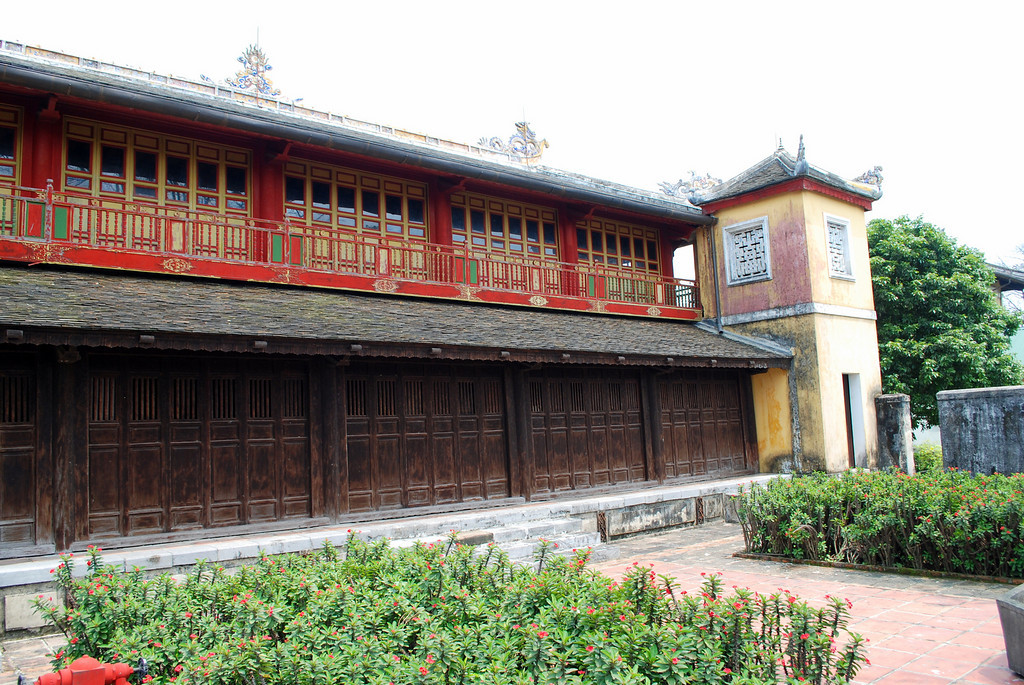
Mặt trước Khương Ninh các trong khuôn viên cung Diên Thọ

Về giá trị điêu khắc, ba pho tượng Tam Thế Phật trong Khương Ninh các được đánh giá là bộ tượng Phật đẹp nhất thời Nguyễn. Tượng làm bằng gang, mạ vàng, đúc vào năm 1831, phía sau tượng có khắc bài minh ngự chế của chính Minh Mạng. Kiến trúc Khương Ninh các là sự kết hợp kiến trúc cung đình Nguyễn qua nhiều triều đại, từ bộ vì kèo cánh ác thuở đầu triều Nguyễn, lan can chạm trổ chấn song con tiện thời Tự Đức, Đồng Khánh đến cửa sổ ghép kính màu phong cách Khải Định.
Qua thời gian, Khương Ninh các bị hư hỏng nặng và được trùng tu hoàn chỉnh vào năm 2000. Tuy nhiên, dư luận cũng phê phán gay gắt chất lượng trùng tu, không đúng nguyên bản nhiều chi tiết trang trí, thậm chí còn tự sáng tác kiến trúc! Họa sĩ Phan Thanh Bình nhận xét "quá sức tự nhiên chủ nghĩa", "kém cỏi" còn Kiến trúc sư Hoàng Đạo Kính đánh giá là "mỹ thuật hạ lưu". Bên cạnh đó, các gian thờ trong các vẫn chưa được trần thiết như cũ. Phần lớn các pho tượng, đồ tế khí hiện còn bảo quản trong kho Bảo tàng Cổ vật Cung đình Huế, ở chái tây Diên Thọ chính điện hoặc bày tại nhà Tả vu.

#### Lầu Tịnh Minh

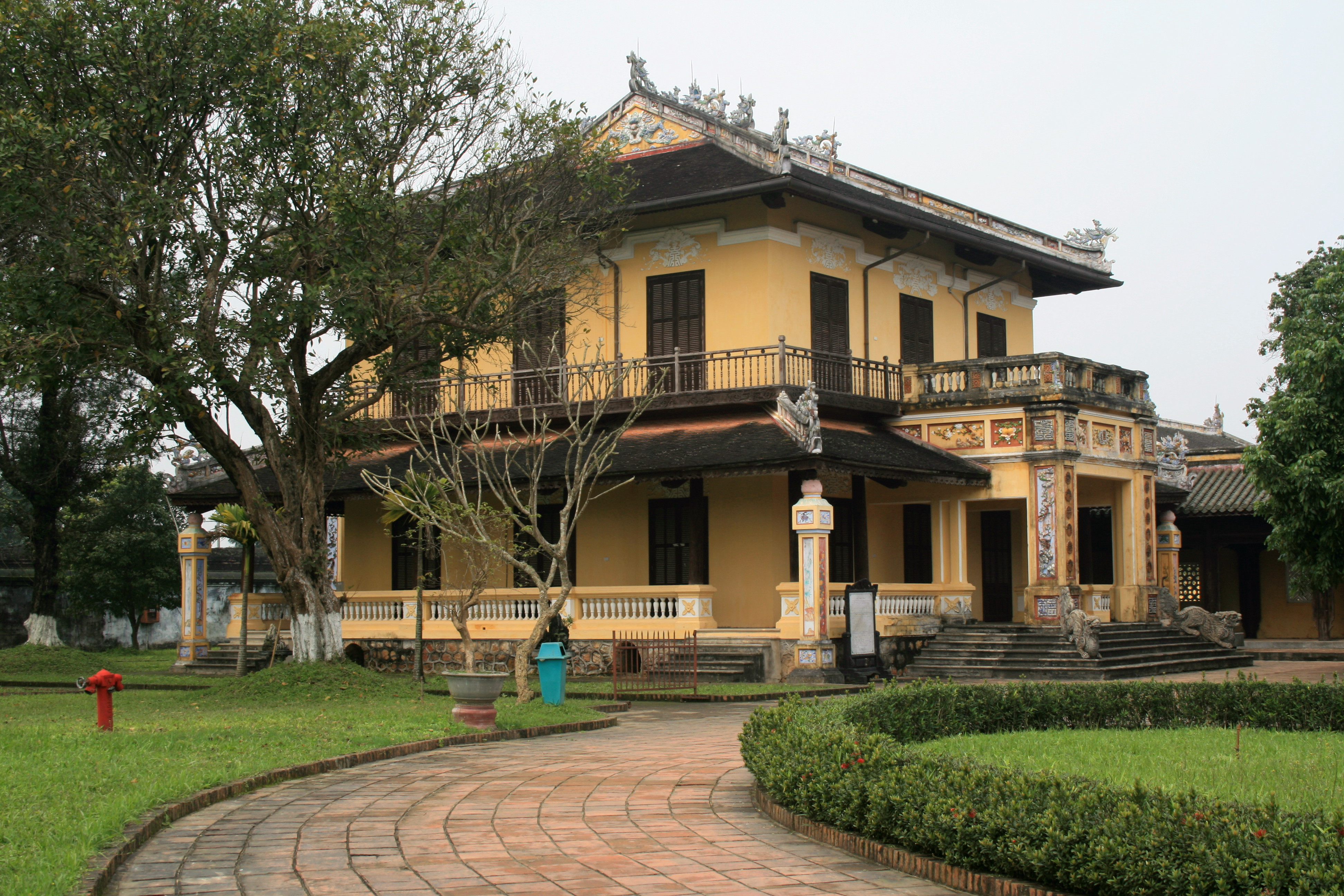
Mặt bên lầu Tịnh Minh thuộc cung Diên Thọ

Nằm ở phía tây nam Diên Thọ chính điện, đối xứng với nhà Tả trà qua sân trước cung Diên Thọ. Lầu Tịnh Minh được xây vào năm 1927 đời vua Bảo Đại, trên nền của Thông Minh đường - một trong số nhiều nhà hát tuồng được triều Nguyễn dựng trong Đại Nội. Đây là một tòa lầu xây theo kiến trúc hiện đại phương Tây, dành cho bà Thánh Cung, đích tổ mẫu của vua Bảo Đại làm nơi dưỡng bệnh do bà bị thấp khớp rất nặng, không ở được nơi ẩm thấp. Sau khi bà Thánh Cung mất năm 1935 thì lầu Tịnh Minh thành nơi ở của bà Từ Cung, thân mẫu vua Bảo Đại. Năm 1950, tòa lầu được mở rộng quy mô để làm nơi sinh hoạt tạm thời cho Bảo Đại. Trong đợt đại trùng tu cung Diên Thọ bắt đầu năm 1997, dư luận phê phán gay gắt việc trùng tu Tịnh Minh lâu đã làm sai lệch nguyên gốc công trình. Năm 2005, Trung tâm Bảo tồn di tích cố đô Huế cùng Viện Di sản thuộc Đại học Waseda (Nhật Bản) hợp tác xây dựng văn phòng dự án đồng thời là Trung tâm phối hợp Nghiên cứu đào tạo và Bảo tồn di tích Huế tại lầu Tịnh Minh với tổng mức đầu tư hơn 500.000 USD.
Nhà Tả Trà
Đối xứng với lầu Tịnh Minh qua sân trước chính điện cung Diên Thọ là nhà Tả Trà, nơi những ai vào yết kiến Hoàng thái hậu ngồi chờ trước khi được bà tiếp đón. Tòa nhà ba gian hai chái xây bằng gạch và gỗ, được cải tạo bê tông vào năm 1927. 
Nhà Tả Trà bị bom đánh trong Tết Mậu Thân, 1968. 
Năm 2011, dự án phục hồi nhà Tả Trà bắt đầu được tiến hành với tổng mức đầu tư 11,1 tỷ đồng. Công trình này được phục dựng xong và đưa vào hoạt động vào tháng 8 năm 2014.
Khu này ngày nay trở thành một phòng trưng bày cổ vật. Hiện vật đáng chú ý nhất nơi đây là chiếc xe kéo của mẹ của Vua Thành Thái. Đây là hiện vật được đấu giá thành công của tỉnh Thừa Thiên Huế tại Chaeau de Cheverny (Pháp) vào tháng 6/2014. Để sở hữu chiếc xe này, tỉnh Thừa Thiên Huế phải bỏ ra 55.800 Euro (khoảng 1,5 tỉ đồng). Một hiện vật đặc sắc khác là chiếc kiệu cổ của Hoàng thái hậu Từ Cung.

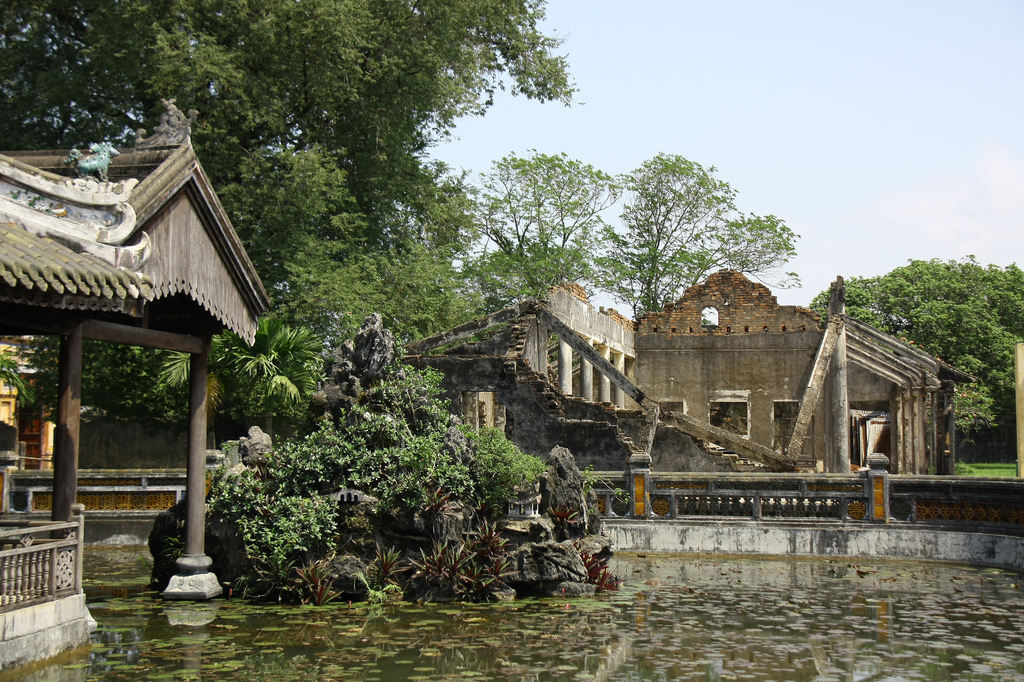
Nhà Tả Trà (trước khi được phục dựng) nhìn từ hành lang dẫn ra Trường Du tạ

#### Các công trình khác

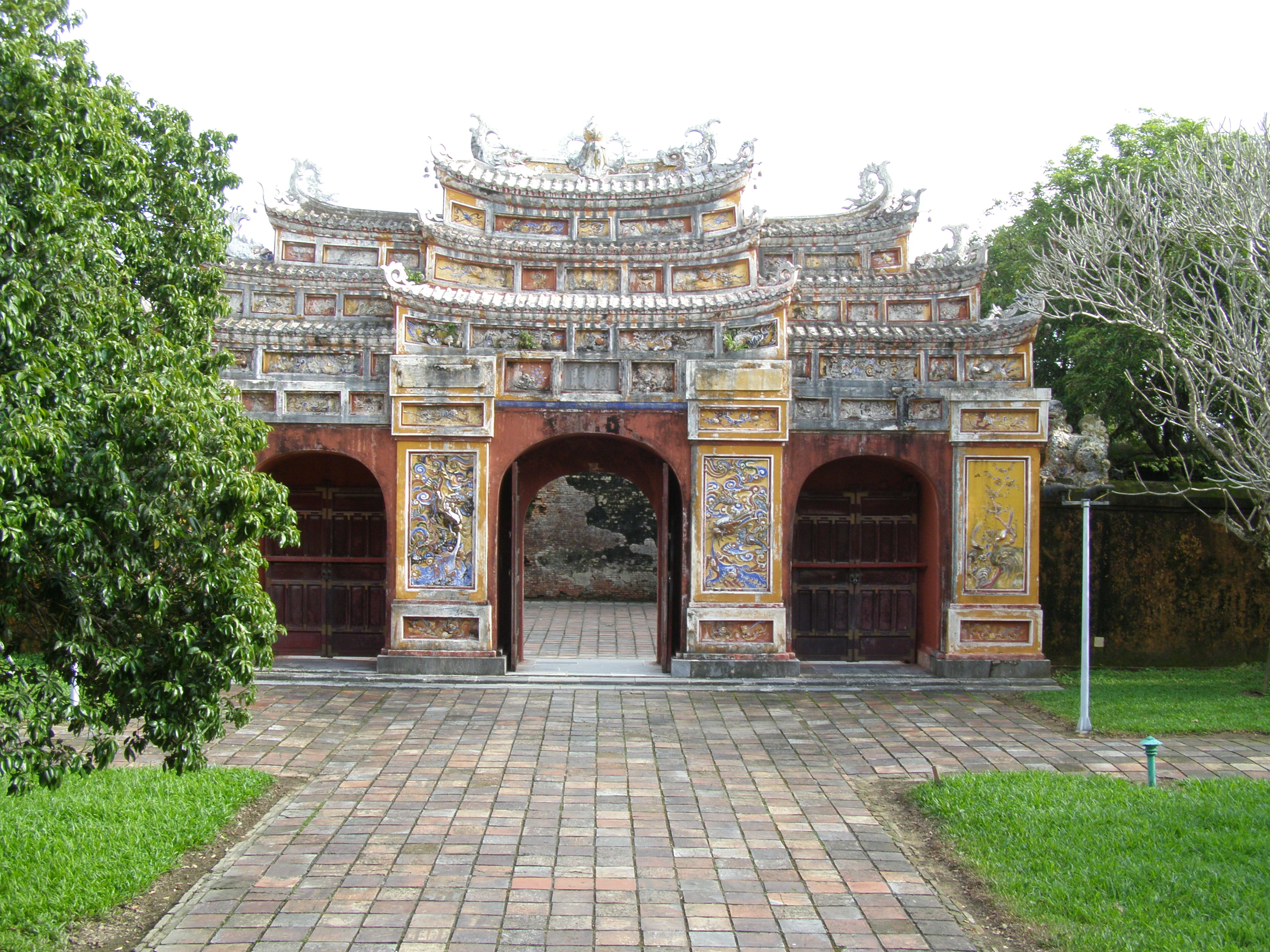
Thọ Chỉ Môn

Khuôn viên cung Diên Thọ được giới hạn bằng bức tường gạch cao trên 2m, trổ bốn cửa theo bốn hướng. Cửa phía bắc là cửa Diễn Trạch, phía tây là cửa Địch Tường, phía đông là cửa Thiện Khánh, cửa phía nam là cửa Thọ Chỉ. Trong bốn cửa này, cửa Thọ Chỉ và cửa Thiện Khánh là hai cửa quan trọng nhất. Cửa Thọ Chỉ là cửa kiểu lầu chồng, lát đá xanh, cửa nách bên phải và bên trái là Trinh Ứng và Thụy Quang. Cửa Thiện Khánh đối diện với cửa Gia Tường của Tử Cấm thành, hành lang nối thông các cửa này vắt thẳng đến sau điện Càn Thành, chính điện nơi nhà vua sinh hoạt. Nhà vua sẽ theo hành lang này, đến cung Diên Thọ thăm hỏi Hoàng thái hậu hoặc Thái hoàng thái hậu.
Phía bắc cửa Thọ Chỉ có một bức bình phong rất dài bằng gạch, mặt trước đắp nổi khá sinh động. Phía nam cửa Diễn Trạch cũng có bức bình phong. Bình phong tiền và hậu cung Diên Thọ vừa có tác dụng ngăn tà khí theo quan niệm phong thủy, vừa tạo nên sự uy nghiêm chốn hoàng cung.

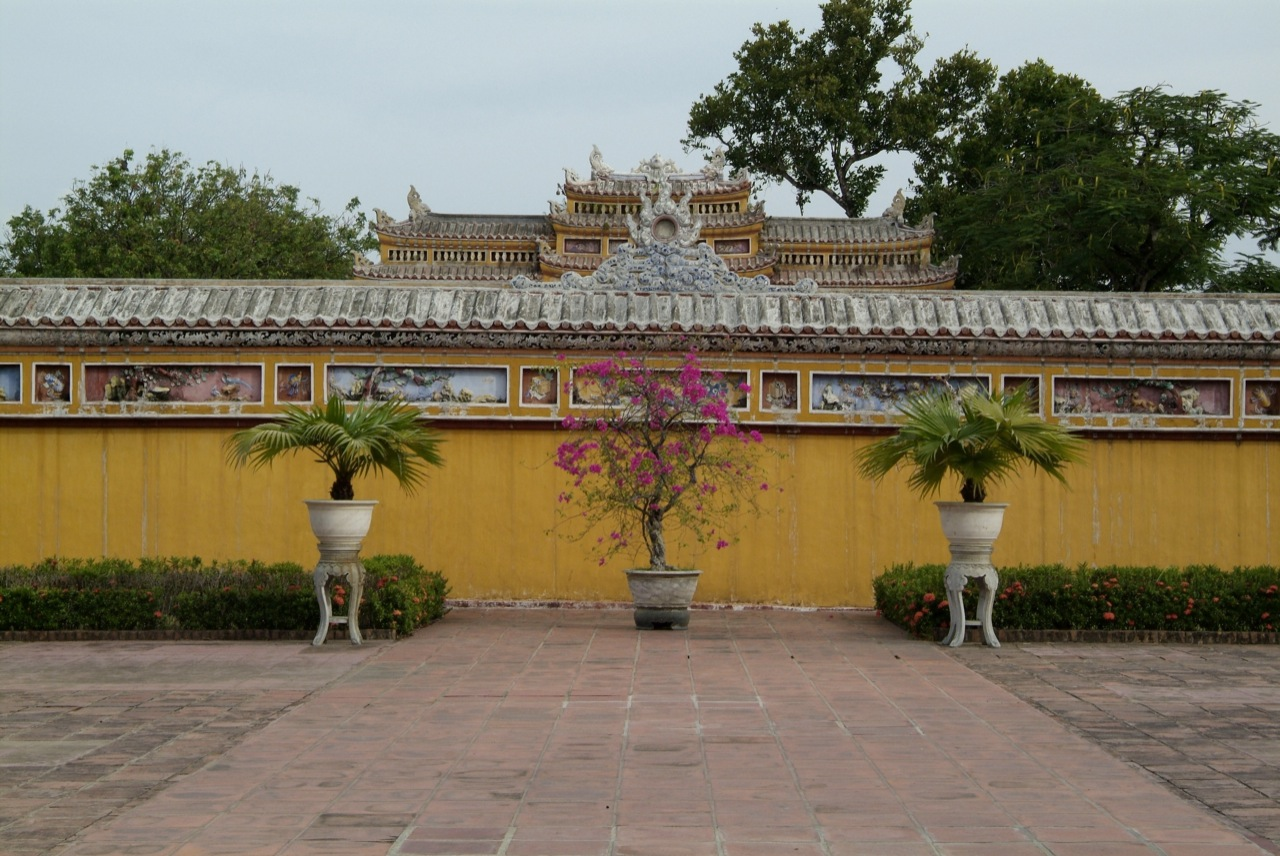
Bình phong trước mặt Diên Thọ chính điện

Trong khuôn viên cung Diên Thọ có 4 chiếc giếng trong tổng số 13 chiếc còn tồn tại ở Đại Nội. Đó là giếng vuông phía đông nam cung (thành xây gạch vồ có vữa, kích thước lòng giếng 184 cm x 194 cm, kể cả thành là 244 cm x 250 cm, lòng được kè xếp gạch từ dưới lên trên, sâu khoảng 4m, nước trong, còn sử dụng); giếng vuông phía tây bắc cung, nằm gần Khương Ninh các (lòng rộng 177 cm x 177 cm, thành giếng xây gạch, cao 64 cm, dày 30 cm, lòng được kè xếp gạch vồ từ trên xuống dưới, nước trong và sâu, còn sử dụng); giếng vuông ở góc đông bắc điện Thọ Ninh (thành cao 124 cm, xây gạch vồ, dày 30 cm, lòng giếng kích thước 170 cm x 170 cm, xếp kè bằng gạch vồ, hiện không còn sử dụng, lòng giếng lấp đầy cỏ rác); giếng tròn ở góc đông bắc cung (giếng lớn, đường kính 274 cm, thành xây gạch, cao 87 cm, dày 30 cm, sâu khoảng 5m, toàn bộ lòng giếng được kè gạch vồ, còn sử dụng).

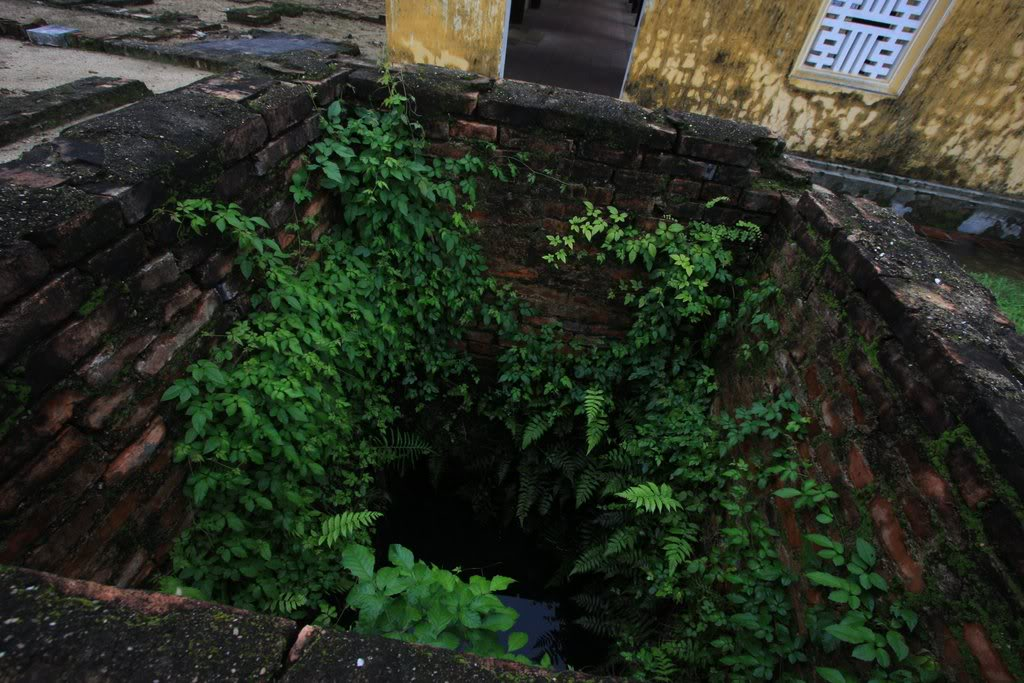
Giếng vuông cổ gần các Khương Ninh

Hệ thống hành lang trong cung Diên Thọ nối thông tất cả các công trình kiến trúc trong khuôn viên cung. Hành lang cung Diên Thọ thường là trường lang hoặc hồi lang (hành lang vòng), lợp ngói lưu ly xanh, tạo nên sự bền vững thống nhất, vừa tạo được vẻ uyển chuyển, mềm mại của tổng thể kiến trúc cung.
Cung Diên Thọ cũng là nơi lưu giữ nhiều cây cổ thụ vào loại quý nhất của Đại Nội, đều có ý nghĩa và phù hợp cảnh quan của cung. Chẳng hạn, cây tùng la hán nằm sau lầu Tịnh Minh. Đây là loài cây thể hiện sự trường thọ vì cây sống rất lâu năm mà lá mãi xanh (do đó còn gọi được gọi là cây vạn niên thanh hoặc Phật bà). Có một thời, cây tùng này bị xuống cấp nghiêm trọng nhưng sau đó đã cứu vãn được. Ở cung Diên Thọ còn có hai cây me toả bóng xanh rợp cả một khoảng sân rộng và hai cây nhãn cổ gốc to, mấy người ôm không xuể. Cây ngọc lan cổ thụ của cung chính là "ông tổ" của hàng ngọc lan ven đường cửa Hòa Bình (phía bắc Hoàng thành Huế) bây giờ.